# کیرگی
کیرگی (به لاتین: Kirgi) یک منطقه مسکونی در ارمنستان است که در استان تاووش واقع شده است.